# Route nationale 584 (Belgique)
Pour les articles homonymes, voir Route nationale 584 (homonymie).
La route nationale 584 est une route nationale de Belgique de 8,1 kilomètres qui relie Trazegnies à Monceau-sur-Sambre.

## Description du tracé

### Communes sur le parcours
- Région wallonne
  -  Province de Hainaut
    - Trazegnies
    - Courcelles
    - Roux (Charleroi)
    - Monceau-sur-Sambre